# جام حذفی فوتبال تهران
جام حذفی فوتبال تهران یک جام فوتبال است که به صورت سالانه در شهر تهران و با حضور تیم‌هایی از این استان برگزار می‌شود. این جام در دهه ۱۳۲۰ خورشیدی پایه‌گذاری شد. قهرمان کنونی این جام تیم پاراگ است که در سال ۱۳۹۷ با پیروزی ۳–۰ در برابر تیم قصر یخ به عنوان قهرمانی رسید.
پرافتخارترین تیم این جام، شاهین با ۶ قهرمانی و ۲ نایب قهرمانی است. دومین تیم برتر این جام، استقلال با ۴ بار قهرمانی و ۳ نایب قهرمانی است.

## پیشینه
این جام در دهه ۱۳۲۰ پایه‌گذاری شد. کاپ قهرمانی این مسابقات از سوی سفارت انگلیس اهدا شده بود و به همین علت به جام سفارت انگلیس نیز معروف بود.
در آخرین دوره حرفه‌ای و سطح اول این تورنمت در سال ۱۳۷۰ پاس قهرمان و بانک تجارت نایب قهرمان شد.